# Stefanie Mirlach
Stefanie Mirlach (* 18. April 1990 in Ingolstadt) ist eine ehemalige deutsche Fußballspielerin.

## Karriere

### Vereine
Vom sechsten bis zwölften Lebensjahr spielte Mirlach beim SC Irgertsheim und anschließend für zwei Jahre beim SV Buxheim, bevor sie 14-jährig in die Jugendabteilung des FC Bayern München gelangte. Mit den B-Juniorinnen wurde sie 2005 bayerische Vizemeisterin und 2007 deutsche Vizemeisterin; seit 2006 gehört sie dem Bundesligakader an. Vom 19. September 2004 bis 14. April 2007 bestritt sie 20 Ligaspiele in der Bayernliga und erzielte 15 Tore (darunter drei Doppeltorerfolge). Ihr Bundesliga-Debüt gab sie am 8. Oktober 2006 (3. Spieltag) beim 2:1-Sieg im Heimspiel gegen den FFC Brauweiler Pulheim; ihr erstes Bundesligator erzielte sie am 6. Mai 2007 (18. Spieltag) beim 3:1-Sieg im Heimspiel gegen den VfL Wolfsburg mit dem zwischenzeitlichen 2:1 in der 58. Minute.
Kurz vor Spielbeginn am 28. Mai 2012 (22. Spieltag) beim 4:1-Heimsieg gegen den Hamburger SV, bei dem sie mitwirkte, wurde sie vom Verein verabschiedet. Zur Saison 2012/13 wechselt Mirlach zum 1. FFC Turbine Potsdam, bei dem sie einen Zweijahresvertrag erhielt. Sie bestritt  für die Erstligamannschaft  eine Saison und spielte nach mehreren Verletzungen im zweiten Jahr vermehrt auch in der zweiten Mannschaft in der 2. Bundesliga Nord. Ihr letztes Spiel bestritt sie am 1. Juni 2014 (22. Spieltag) beim 5:0-Sieg im Heimspiel gegen FF USV Jena II.

### Nationalmannschaft
Nachdem sie bereits für die U-15- und die U-17-Nationalmannschaft international zum Einsatz kam (2006 wurde sie Dritte beim Nordic Cup), debütierte sie am 27. September 2007 beim 6:0-Sieg über die Auswahl Tschechiens in der U-19-Nationalmannschaft. Bereits bei ihrem dritten Einsatz am 2. Oktober 2007 erzielte sie mit dem 7:0-Endstand über die Auswahl Wales’ auch ihr erstes Länderspieltor. Am 26. Juni 2008 spielte sie beim 2:1-Sieg über die Auswahl Norwegens erstmals in der U-20-Auswahl, mit der sie vom 13. Juli bis 1. August 2010 im eigenen Land an der U-20-Weltmeisterschaft der Frauen teilnahm und als Gruppensieger und im weiteren Verlauf des Turniers das Endspiel erreichte, das mit 2:0 gegen die Auswahl Nigerias gewonnen wurde. Ihr Debüt in der U-23-Nationalmannschaft gab sie am 22. Mai 2008 in Wangen bei der 0:1-Niederlage gegen die Auswahl der Vereinigten Staaten. In ihrem zweiten Spiel für diese Auswahl erzielte sie am 30. September 2010 in Leicester bei der 1:2-Niederlage gegen die Auswahl Englands mit dem Treffer zur zwischenzeitlichen Führung in der 20. Minute auch ihr erstes Tor in dieser Altersklasse.

## Erfolge
- DFB-Pokal-Siegerin 2012
- DFB-Hallenpokalsiegerin 2014
- Bundesliga-Cup-Siegerin 2011
- U-20-Weltmeisterin 2010
- Dritter der U-20-Weltmeisterschaft 2008
- Zweiter der Meisterschaft 2009